# Atletismo nos Jogos Pan-Americanos de 1955 - Lançamento de disco masculino
A prova do lançamento de disco masculino nos Jogos Pan-Americanos de 1955 foi realizada na Cidade do México, México.

## Medalhistas
| Ouro                               | Prata                            | Bronze                  |
| Fortune Gordien USA Estados Unidos | Parry O'Brien USA Estados Unidos | Hernán Haddad CHI Chile |

## Resultados
| Posição           | Nome               | Nacionalidade      | Marca | Notas |
| ----------------- | ------------------ | ------------------ | ----- | ----- |
| Medalha de ouro   | Fortune Gordien    | USA Estados Unidos | 53.10 |       |
| Medalha de prata  | Parry O'Brien      | USA Estados Unidos | 51.07 |       |
| Medalha de bronze | Hernán Haddad      | CHI Chile          | 47.14 |       |
| 4                 | Pedro Ucke         | ARG Argentina      | 42.99 |       |
| 5                 | Mauricio Rodríguez | VEN Venezuela      | 40.78 |       |
| 6                 | John Pavelich      | CAN Canadá         | 37.57 |       |